# Fatty's Flirtation
Fatty's Flirtation er en amerikansk stumfilm fra 1913 af George Nichols.

## Medvirkende
- Roscoe Arbuckle som Fatty
- Mabel Normand som Mabel
- Minta Durfee som Minta
- William Hauber
- Hank Mann